# Lars Becker
Pour les articles homonymes, voir Becker.
Lars Becker, né le 12 janvier 1954 à Hanovre en Allemagne de l'Ouest, est un réalisateur, un scénariste et un écrivain allemand spécialisé dans le roman policier.

## Biographie
Il étudie à l'Académie des Beaux-Arts de Hambourg (Hochschule für bildende Künste Hamburg). Après l'écriture d'après son propre roman du scénario du film Kalte Sonne qu'il réalise lui-même en 1998, il tourne le documentaire Afrika um die Ecke en 1990, puis revient à la fiction cinématographique avec le thriller Schattenboxer en 1992 et le film policier Bunte Hunde en 1995. Il réalise surtout par la suite plusieurs épisodes pour diverses séries télévisées allemandes et des téléfilms, notamment Amigo, la fin d'un voyage (Amigo - Bei Ankunft Tod) en 2010, dont il écrit lui-même le scénario d'après son propre roman publié en 1991 et traduit en France dans la Série noire en 1996.
Lars Becker est membre de l'Académie libre des arts de Hambourg.

## Œuvre

### Romans
- Amigo, 1991
  - Amigo, Série noire no 2445, 1996
- Kalte Sonne, 1993

## Filmographie

### Au cinéma
- 1988 : Kalte Sonne
- 1990 : Afrika um die Ecke (documentaire)
- 1992 : Schattenboxer
- 1995 : Bunte Hunde
- 2000 : Kanak Attack
- 2014 : Wir machen durch bis morgen früh

### À la télévision
- 1996 : Voyage interrompu (Landgang für Ringo)
- 1999 : Das Gelbe vom Ei
- 2000 : Zwei Brüder (1 épisode de cette série télévisée)
- 2001 : Sauve ta peau (Rette deine Haut)
- 2002 : Einsatz in Hamburg – Rückkehr des Teufels
- 2002 - 2004 : Einsatz in Hamburg (deux épisodes de cette série télévisée))
- 2003 - 2022 : Nachtschicht (13 épisodes de cette série télévisée)
- 2003 - 2011 : Tatort (trois épisodes de cette série télévisée)
- 2004 : Sperling und die letzte Chance
- 2006 : Der beste Lehrer der Welt
- 2008 : Un nuage sur mon passé (Die Weisheit der Wolken)
- 2008 : Schade um das schöne Geld
- 2010 : Amigo, la fin d'un voyage (Amigo – Bei Ankunft Tod)
- 2011 : Schief gewickelt
- 2012 : Appelez le 112 (Die Geisterfahrer)
- 2012 : La Femme du bijoutier (Trau niemals deiner Frau)
- 2013 : Entre ennemis (Unter Feinden)
- 2015 : Trop tôt pour mourir (Zum Sterben zu früh)
- 2015 : Meine fremde Frau
- 2016 : Der mit dem Schlag
- 2017 : Der gute Bulle
- 2017 : Mort ou riche (Reich oder tot)
- 2019 : Le flic et l'indic (Der gute Bulle: Friss oder stirb)
- 2019 : Wahrheit oder Lüge
- 2020 : Un Bon Flic: Les Morts Ne Parlent Plus (Der gute Bulle: Nur Tote reden nicht)
- 2021 : Le contrat de trop (Alles auf Rot)
- 2022 : Victime du silence (Die Macht der Frauen)